# Mantidactylus brevipalmatus
Espèce
Statut de conservation UICN

 LC  : Préoccupation mineure
Mantidactylus brevipalmatus est une espèce d'amphibiens de la famille des Mantellidae.

## Répartition

Aire de répartition de Mantidactylus brevipalmatus.

Cette espèce est endémique de Madagascar. Elle se rencontre entre 1 400 et 2 400 m d'altitude dans les montagnes du centre de l'île.

## Description
Mantidactylus brevipalmatus mesure de 28 à 45 mm. Son dos est brun ou verdâtre, souvent avec une ligne médiane claire. Ses flancs sont d'une teinte plus claire. Son ventre est jaunâtre avec quelques réticulations au niveau de la gorge. Ses pattes présentent de cinq à sept bandes sombres. Les mâles ont un seul sac vocal.

## Publication originale
- Ahl, 1929 "1928" : Beschreibung neuer Frösche aus Madagascar. Mitteilungen aus dem Zoologischen Museum in Berlin, vol. 14, p. 469-484.